# Aljaraque (kommun)
Aljaraque är en kommun i Spanien.   Den ligger i provinsen Provincia de Huelva och regionen Andalusien, i den sydvästra delen av landet, 500 km sydväst om huvudstaden Madrid. Antalet invånare är 19 245.